# Ray Daniel
William Raymond Daniel, noto come Ray Daniel (Swansea, 2 novembre 1928 – Swansea, 6 novembre 1997), è stato un calciatore e allenatore di calcio gallese.

## Palmarès
- Campionato inglese: 2

Arsenal: 1947-1948, 1952-1953
- Community Shield: 1

Arsenal: 1948
- Coppa d'Inghilterra: 1

Arsenal: 1949-1950